# Hlavní město Ruska
Hlavní město, respektive hlavní města Ruska (rusky Столица России) jsou hlavní města ruského státu, politické a administrativní centrum země. 
Hlavním městem Ruska jako státu je od jeho vzniku Moskva, které bylo zvoleno jako hlavní město moskevského knížectví nově vyděleného v roce 1276. V letech 1712 až 1918 však hlavním městem byl Petrohrad.
Označení ruské hlavní město se může vztahovat i nejvýznamnější města na Rusi, historickém území východních Slovanů, kde po rozpadu Kyjevské Rusi existovalo více různých ruských knížectví.

## Oficiální hlavní město
Podle článku 70 ruské ústavy je hlavním městem Ruské federace Moskva. Ve městě sídlí nejvyšší zákonodárné, výkonné a soudní orgány státní moci Federace (s výjimkou Ústavního soudu RF, který od roku 2008 sídlí v Sankt-Petěrburgu), diplomatické zastupitelské úřady zahraničních států. Moskevský Kreml je oficiálním sídlem prezidentа Ruské federace.
Moskva je samostatný subjekt federace se statusem města federálního významu. Zároveň je administrativním centrem Moskevské oblasti, do níž však nenáleží, a Centrálního federálního okruhu. Zvláštnosti právního statusu Moskvy coby hlavního města upravuje federální zákon „О статусе столицы Российской Федерации“ a městským statusem. Z federálního rozpočtu Moskvy jsou jednou ročně financovány náhrady spojené s výkonem městských služeb a funkcí.
V období Ruského impéria bylo hlavní město přeneseno do Sankt-Petěrburgu, ale po bolševické Říjnové revoluci v roce 1917 se vrátilo zpět do Moskvy.
Od dob Sovětského svazu až do současnosti je Moskva hlavním ekonomickým, finančním, vědeckým i kulturním centrem země, a také nejvýznamnějším dopravním uzlem. Co do objemu hrubého domácího produktu je na prvním místě mezi všemi subjekty Ruské federace. Kolem Moskvy se rovněž uskupila největší městská aglomerace v Rusku, v níž je soustředěno přes 10 % obyvatelstva země (asi 16 miliónů osob).

## Historická hlavní města Rusi
Současný ruský výraz pro hlavní město „столица“ (stolica) ve staroruštině neexistoval  a jeho analogií byly výrazy „стол“ (stůl, stolec, stolice, trůn) „старейший стол“ (nejstarší stolec, či stolec starších) a „стольный город“ (stoličné město). Takových měst v dějinách Rusi existovalo několik. Konkrétní podoba „celoruského“ hlavního města se zformovala v průběhu 11.—13. století.

### Ladoga (862—864)

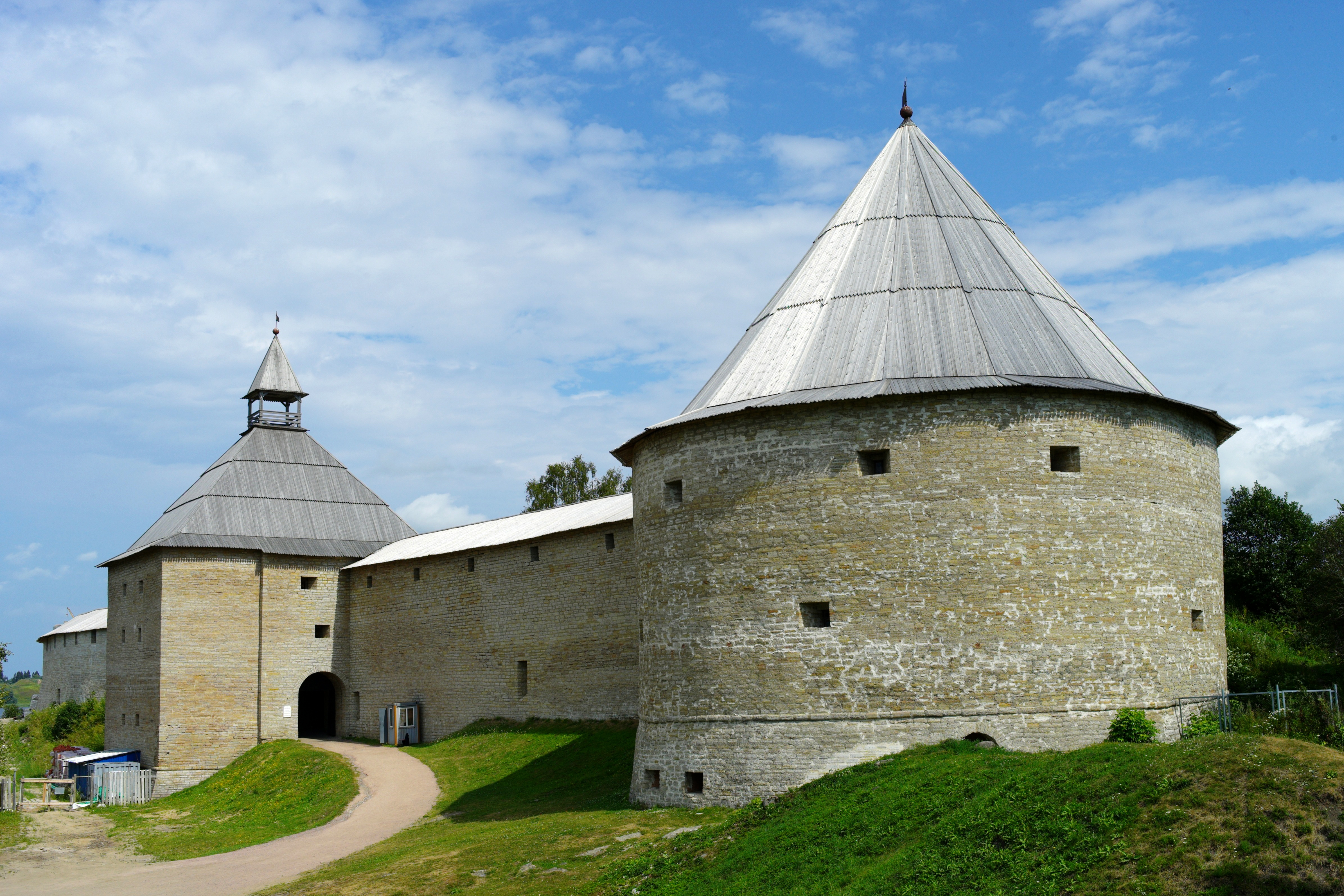
Staroladožská pevnost.
Klimentská a Vrátná věž.

Město Ladoga vzniklo v polovině 8. století a v Ipaťjevské kronice „Повести временных let“ je označována jako rezidence Rurika. Podle její verze, sídlil Rurik v Ladoze až do roku 864, a poté nechal vybudovat Velký Novgorod. Silným impulsem propagace Ladogy (dnes obec Stará Ladoga v Leningradské oblasti) coby „první stolice na Rusi“ byly oslavy 1250. výročí vzniku města v roce 2003.. Ne všichni historikové však městu přiznávají tento status.
Mezi novgorodskými a petrohradskými vědci je tato otázka předmětem sporu, stejně jako v pracích ukrajinských historiků.
V Sankt-Petěrburgu se slaví (15. srpen) jako oficiální městský svátek „památný den Ladogy — první stolice Rusi, předchůdce Sankt-Petěrburgu“.

### Novgorod (864—882)

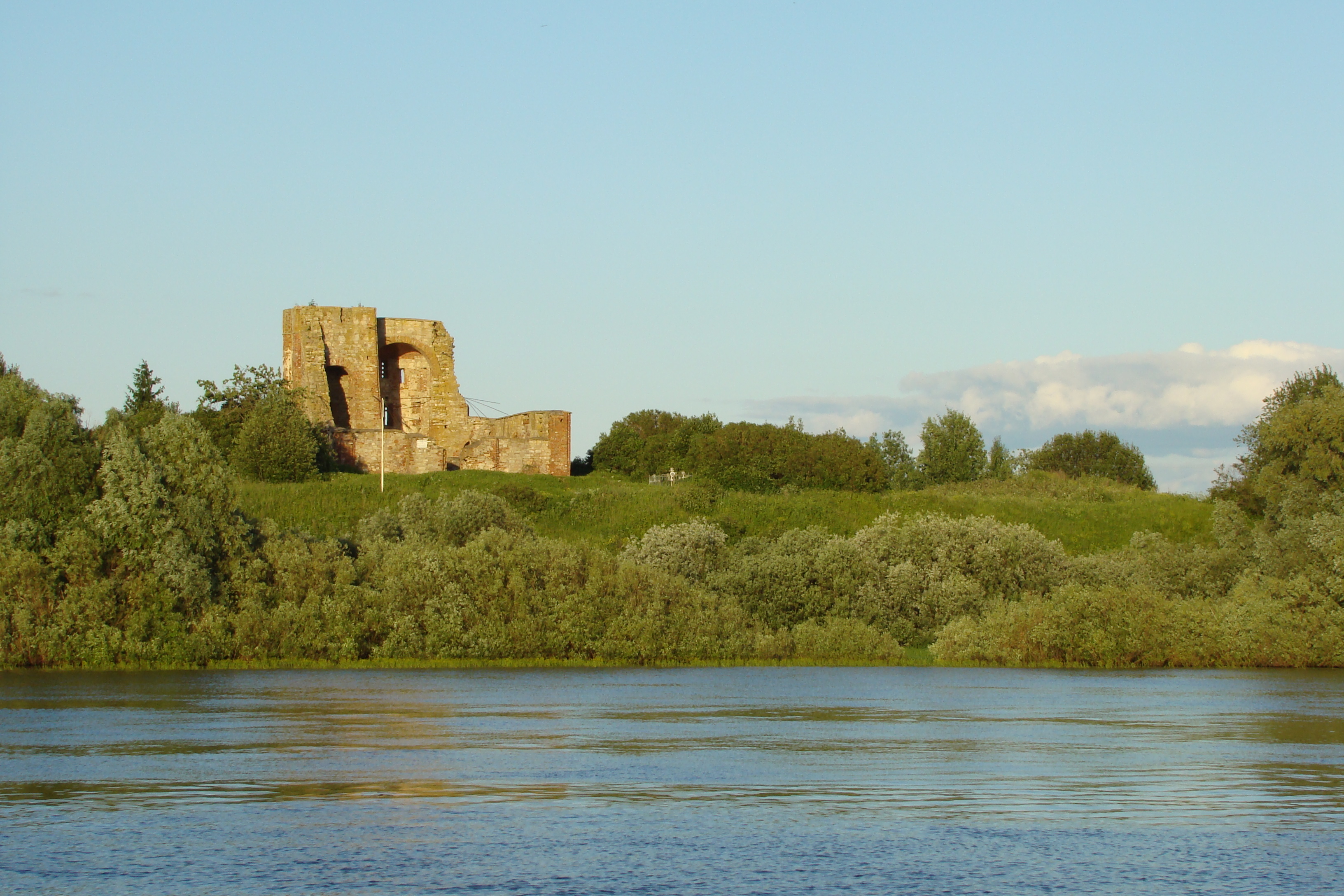
Rurikovo hradiště a ruiny chrámu Zvěstování

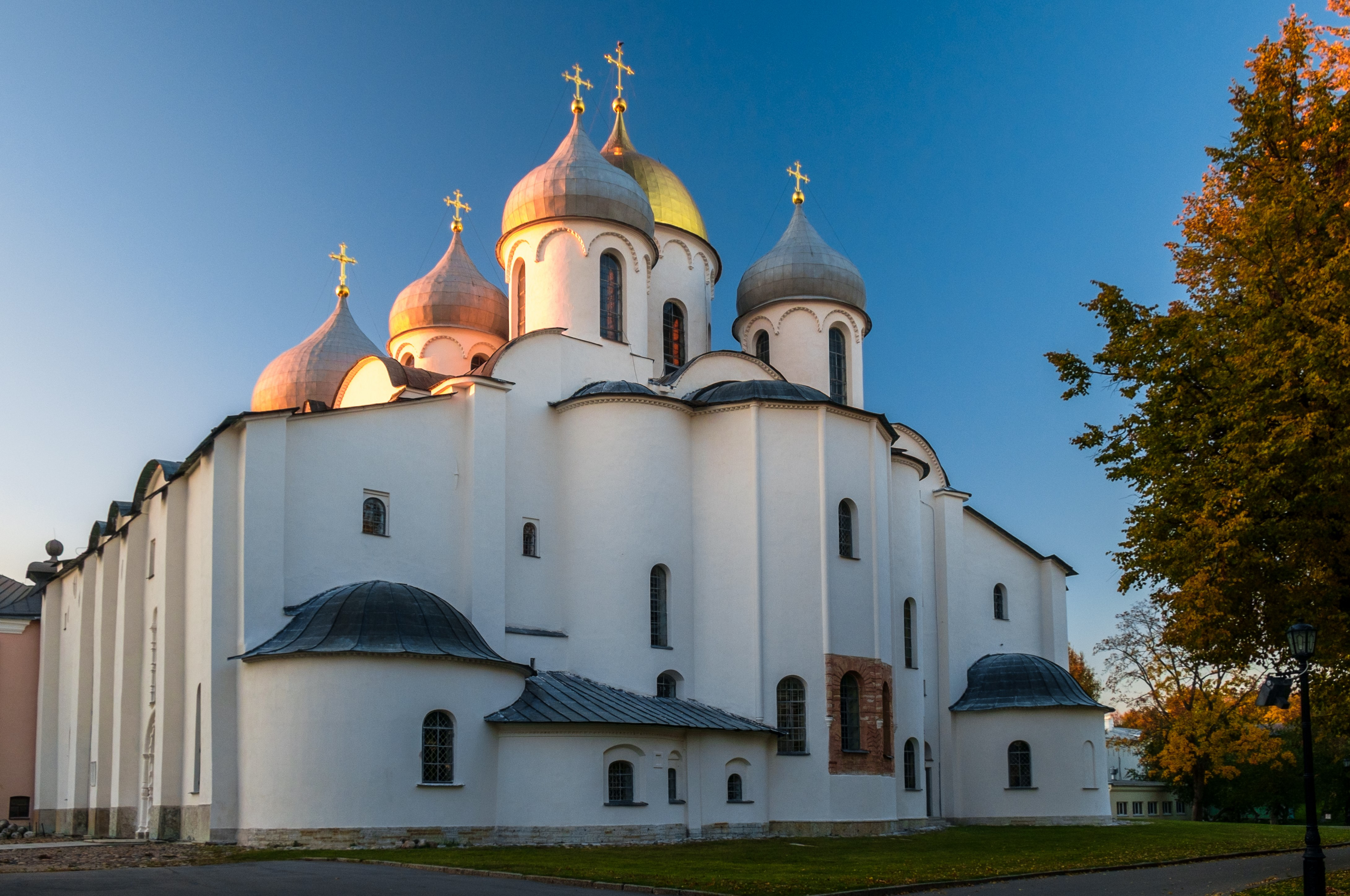
Sofijský chrám v Novgorodu

Podle jiných kronik byl rezidencí Rurikа již od počátku Velký Novgorod (dnes Rurikovo hradiště, 2 km od dnešního centra města).
Mimo zmínky v legendě o pozvání Varjagů zmínky o Novgorodském regionu nacházíme také u arabského geografa Ibn Haukala, který je nazývá (as-Slavií) hlavním ze tří center Rusů, a ve zprávě z Lavrentjevské kroniky, kde se objevuje text, podle něhož roku 1206 vladimirský kníže Vsevolod III. Velké hnízdo vysílal vlastního synа Konstantina do Novgorodu, aby se ujal knížecího stolce: „А Новъгород Великый старейшиньство имать княженью во всей Русьской земли“ (A jako staršina ve Velikém Novgorodu vládnout jako kníže celé Rusi)..
Po přenesení hlavního města do Kyjeva roku 882 si Novgorod zachoval roli druhého nejvýznamnějšího centra země. V něm obvykle panoval nejstarší syn velkoknížete kyjevského . Rivalita dvou sídel - severního a jižního - bylo charakteristickým rysem ruských dějin i v následujících historických obdobích.

### Kyjev (882—1243)

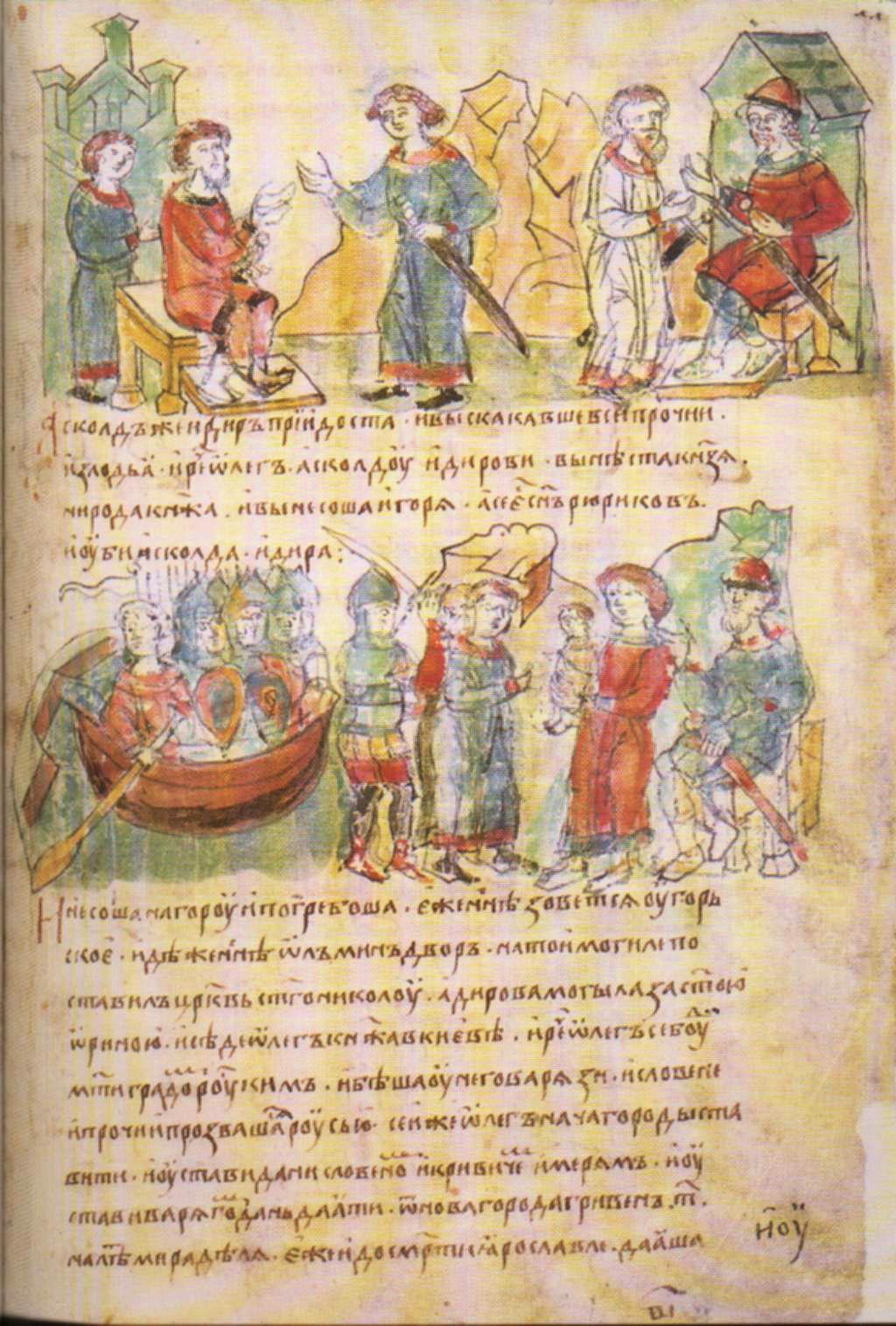
Kníže Oleg před branami Kyjeva. Miniatura z Radivillovské kroniky (15. století)

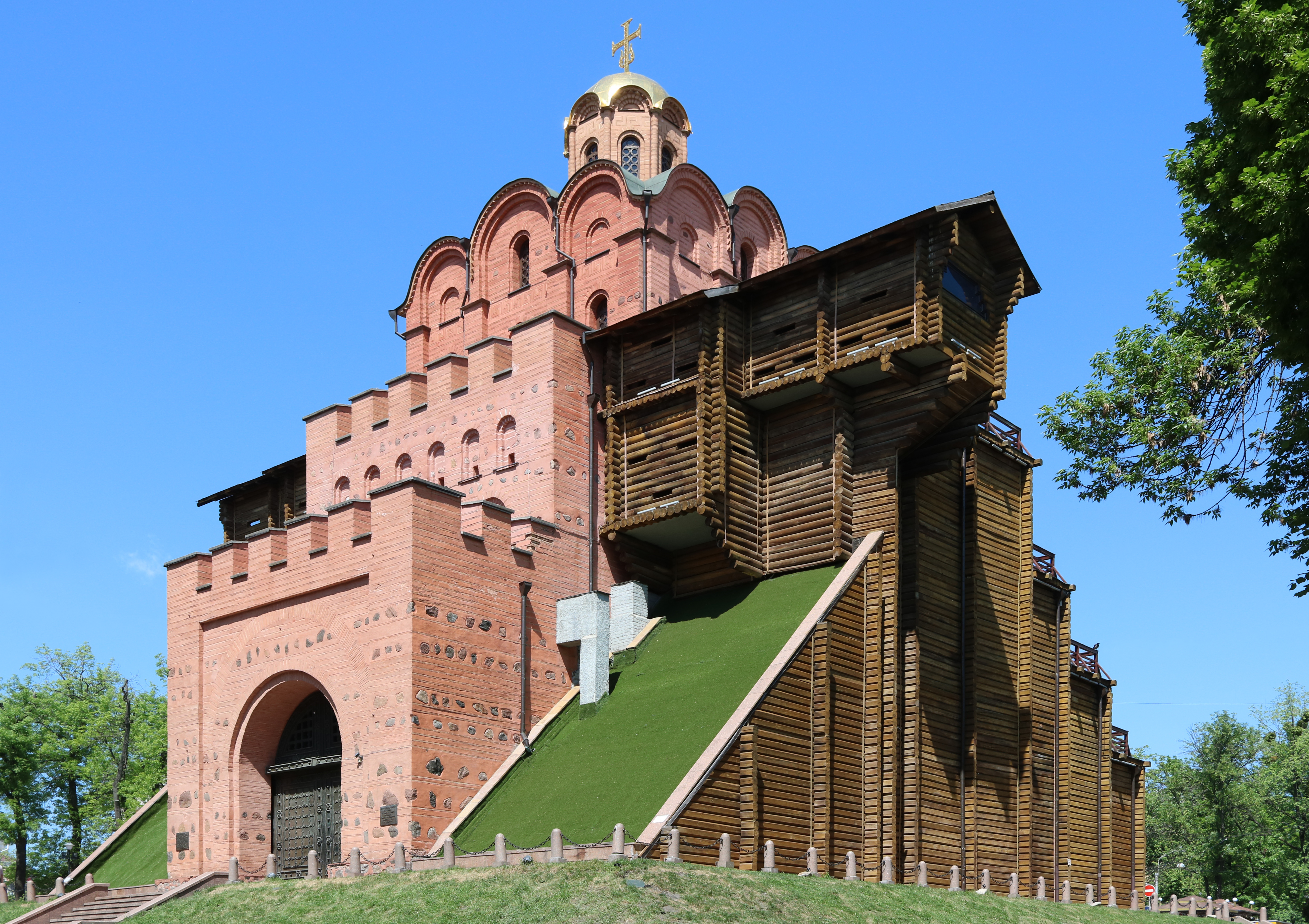
Zlatá brána v Kyjevě

V roce 882 dědic Rurikа, novgorodský kníže Oleg, dobyl Kyjev, který se poté stal hlavním městem Rusi.:s.106 S přijetím křesťanství na Rusi na konci 10. století se Kyjev stává rezidencí také ruského metropolity.
Koncentrace politické a církevní moci spolu s dlouhým obdobím samovládí kyjevských knížat vedlo k formování stálého hlavního města na Rusi, což pro většinu evropských zemí té doby nebylo obvyklé.:s.112–113. Ve staroruské literatuře chápání hlavního města odpovídaly výrazy „старейший стол“ (nejstarší stolec) a výraz, který si svůj význam udržel do dnešních dní, „стольный город“ (město stoličné) a odtud přívlastek „первопрестольный“ (prvostoličný).:s.105–107 Kyjev dostal název „Matka měst ruských“, což byla analogie k řeckému výrazu „metropolis“ a mělo upomínat na město Konstantinopol. V podmínkách rozrůstání knížecího rodu od poloviny 11. století nabylo jeho panování formy seniorátu: přednostní právo svrchované vlády (státní moci) spolu s držbou kyjevského trůnu přecházely na genealogicky nejstaršího knížete.
V období politické rozdrobenosti, která vystřídala relativně centralizovaný staroruský stát a trvala od poloviny 12. do počátku 16. století, si Rus i nadále zachovala svou jednotu ve formě nominální vůdčí politické roli nejvyššího stolce a jeho velkoknížete, zpočátku kyjevského, později vladimirského a moskevského. Politická struktura Rusi té doby byla charakteristická koexistencí čtyř vlivných zemí: suzdalské (vladimirské ), volyňské, smolenské a černigovské, v nichž společně panovaly subdynastie Jurjevičů, Izjaslavičů, Rostilavičů a Olegovičů. Ostatní země byly o poznání slabší a více či méně závislé na prvních čtyřech. Každá z těchto zemí měla vlastní hlavní sídlo a jemu podřízená údělná panství.
Kyjevské knížectví bylo i v tomto období nadále považováno za společné vlastnictví knížecího rodu, a nárok na získání podřízených území (tzv. „причастие / pričastije“) měly všechny hlavní rodové linie Rurikоvců. V Kyjevě nevznikla vlastní knížecí dynastie, neboť získání moci v zemi bylo předmětem trvalých bojů, což na jedné straně vedlo k nevyhnutelnému úpadku reálné moci, na druhé straně jej činilo středobodem, okolo něhož se točily zájmy všech ruských zemí.
Od roku 1169, kdy Andrej Bogoljubskij, vybaven uznaným prvenstvím, poprvé odmítl nastoupit na kyjevský stolec, spojení mezi osobou vládce Kyjeva a statusem nejmocnějšího knížete stalo nezávaznou. V následujících letech nejstarší suzdalská a volyňská knížata přednostně předávali Kyjev svým vedlejším příbuzným, zatímco v Černigovském a Smolenském knížectví obvykle vládli sami. Nicméně knížatům, pokud kdykoli za svého života pobývala v Kyjevě, byl i nadále přiznáván titul knížete „vší Rusi“. Jak ve staroruských pramenech, tak i v pamětech cizinců, město i nadále zůstávalo v povědomí jako hlavní město..
V roce 1240 byl Kyjev zničen Mongoly a na dlouhý čas byl v úpadku. Boj o něj dočasně ustal. „Nejstaršími“ na Rusi (tzn. „nejstarší ze všech knížat ruského plémě“ / “стареи всем князем в Русском языце“) byla uznána vladimirská velkoknížata Jaroslav Vsevolodovič (1243) a Alexandr Jaroslavič Něvský (1249), a Kyjev jim byl předán. Ti si ovšem jakou svou rezidenci rozhodli ponechat město Vladimir. V dalším období, až do dobytí Kyjeva Litvou roku 1362, v něm vládla provinční knížata, neusilující o celoruské prvenství.

### Vladimir (1243—1389)

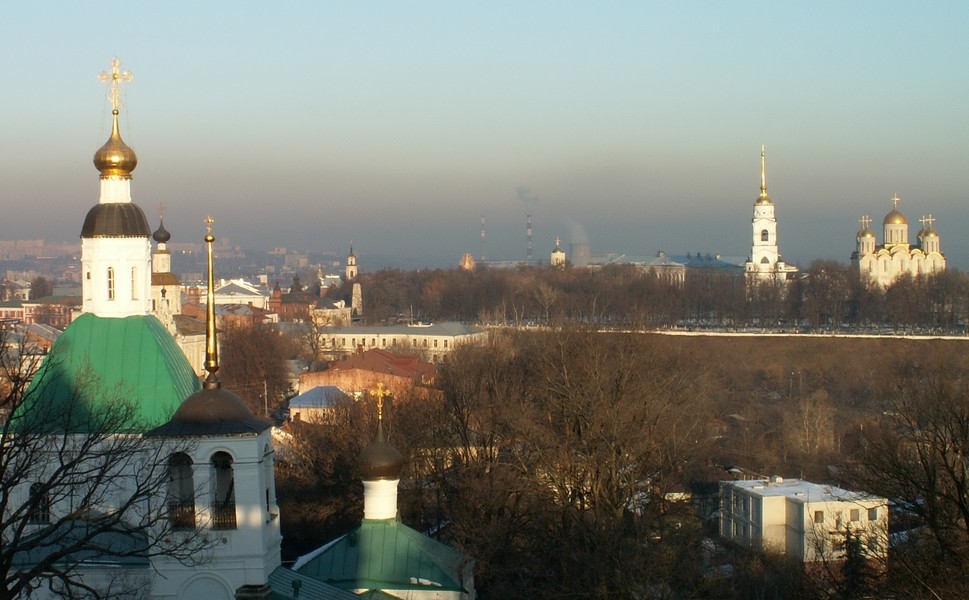
Vladimir (současná podoba)

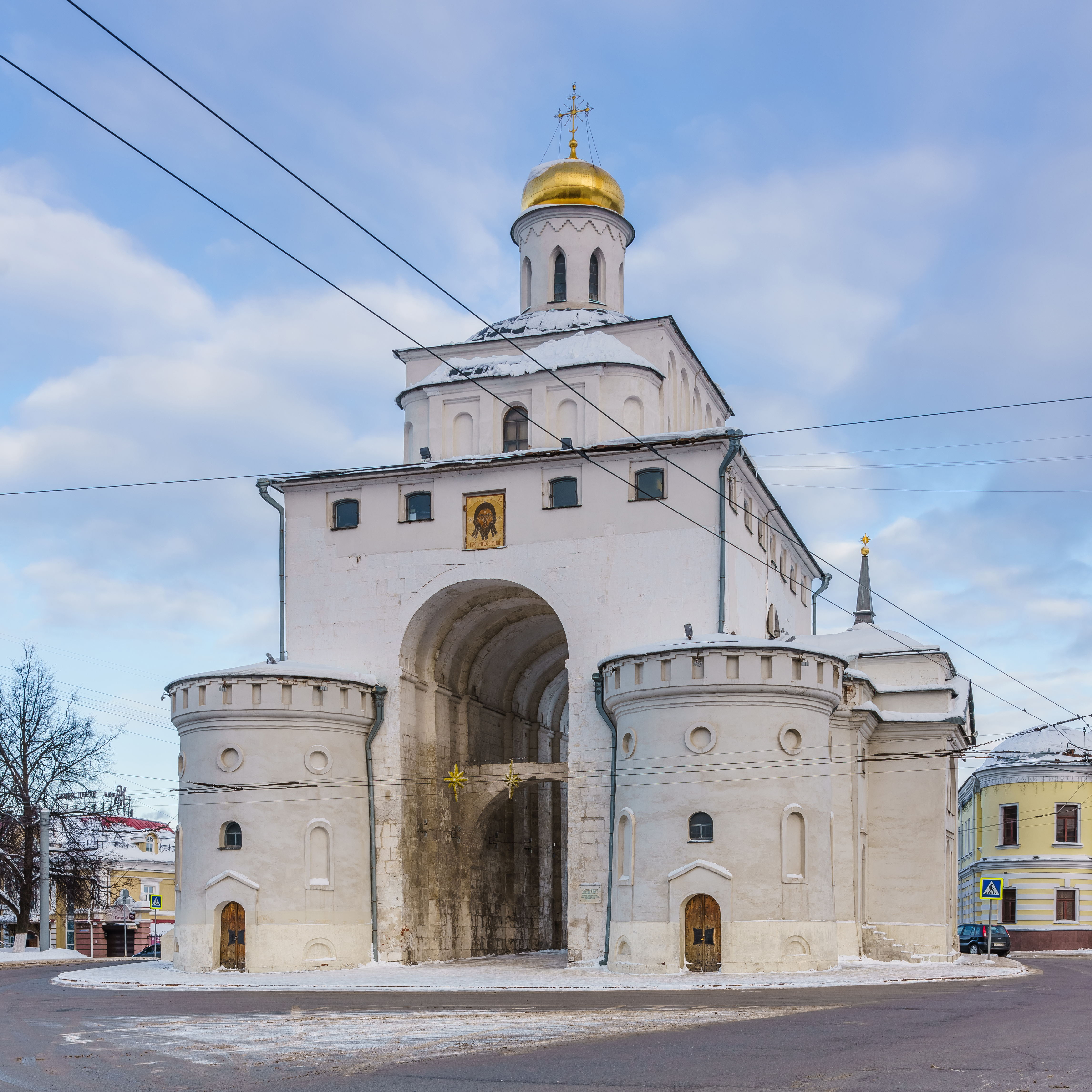
Zlatá brána ve Vladimiru

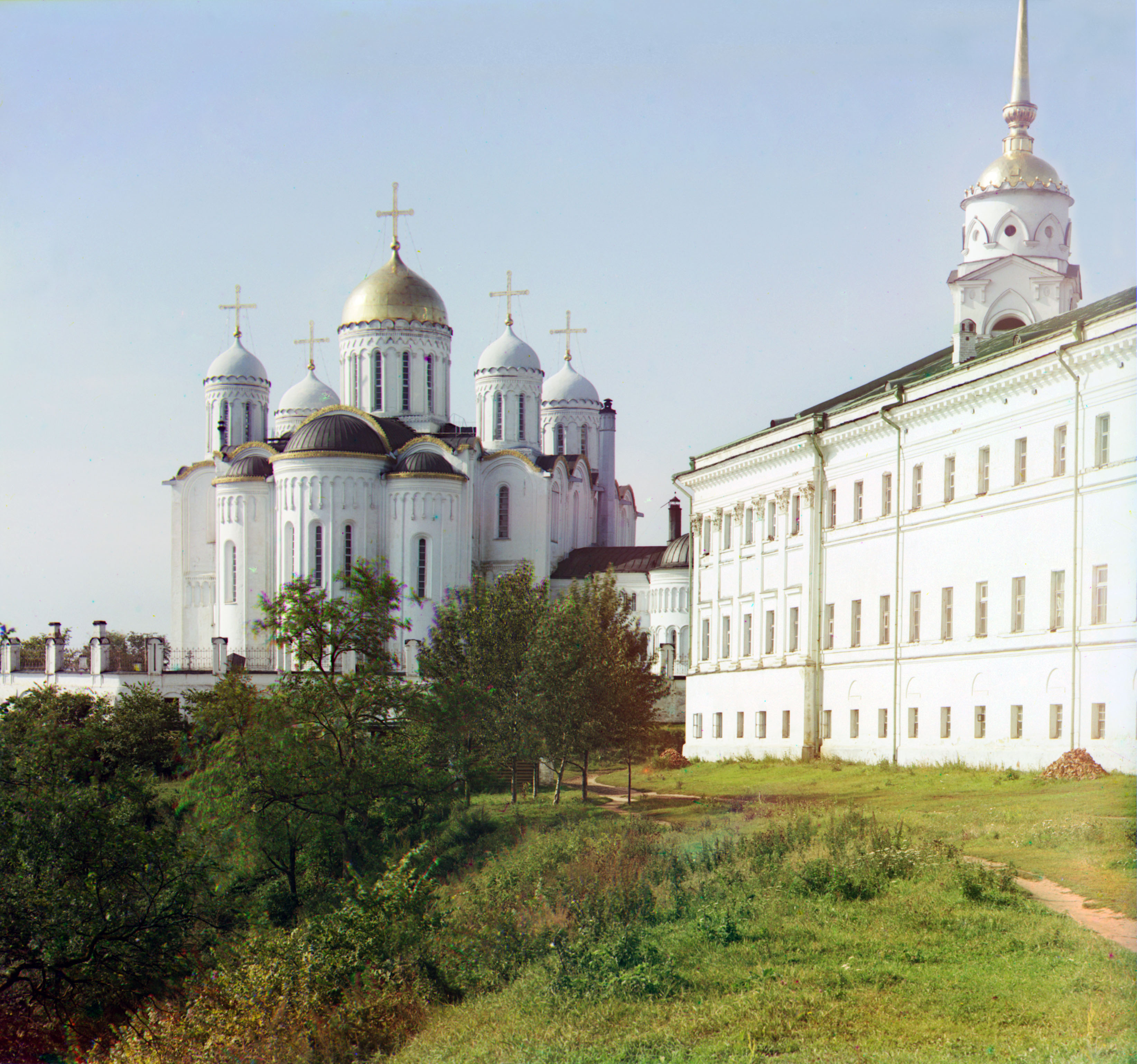
Uspěnský chrám ve Vladimiru. Ústřední chrám Severovýchodní Rusi a místo, kde vladimirská velkoknížata usedala na trůn

Vladimir na Kljazmě, založený roku 1108 Vladimírem Monomachem, se v roce 1157 stal hlavním městem Severovýchodní Rusi, když sem ze Suzdali přenesl své sídlo kníže Andrej Jurjevič Bogoljubskij. Andrej usiloval o pozvednutí Vladimiru na úroveň Kyjeva a nechal ho přestavět jako sídlo panovníka. Ve staré historiografické tradici, odkazující na V. N. Tatiščevovi a N. M. Karamzinovi, Andrejovo odmítání nastoupit na kyjevský trůn roku 1169 bylo chápáno jako přiznání statusu hlavního města Vladimiru v celoruském měřítku. V současné literatuře však tento závěr nemá přílišnou podporu. Uznání stařešinství v knížecím rodě skutečně vedlo k odtržení od kyjevského stolce, bylo však přisuzováno osobě knížete, nikoli jeho městu a zdaleka ne vždy náleželo vladimirským knížatům.
Maximálního významu knížectví dosáhlo v době panování Vsevolodа III. Jurjeviče Velké hnízdo. Jeho prvenství uznávala knížata všech ruských zemí, kromě černigovského a polockého, a od té doby se vladimirská knížata začala nazývat „velkými“.
Po mongolské invazi v letech (1237-1240) se všechny ruské země ocitly pod nadvládou Mongolské říše, respektive její západní části, Ulus Džučchi neboli Zlaté hordy, jejíž centrum se nacházelo v Dolním Povolží, ve městě Saraj-Batu (v okrese dnešní obce Selitrennoje, 80 km od Astrachaně), а později v Saraj-Berke (dnes obec Carjov v Leninském rajónu Volgogradské oblasti). Vláda ruských knížat se stala závislou na vůli hordských chánů. V ruských pramenech byli nazýváni „cary“ - nejvyšším titulem, dříve náležícím výhradně byzantským a římskoněmeckým císařům. Pouze vladimirská velkoknížata byla Hordou nominálně uznána za stařešiny na celé Rusi. V roce 1299 do Vladimiru přenesl své sídlo také metropolita. Na počátku 14. století vladimirská knížata začali používat titul „velkoknížata vší Rusi“. Jejich reálná moc však byla omezena pouze na území severovýchodní Rusi a Novgorod.
Vladimirský kněžský stolec z vůle hordy dostával jeden z údělných knížat Severovýchodní Rusi. Po smrti Alexandrа Něvského knížata přestala sídlit osobně ve městě. Po vykonání obřadu intronizace, obvykle určili místodržícího a vraceli se do svého rodového knížectví. Takovýto systém připomínal situaci, která dříve existovala v celoruském měřítku. Avšak Vladimirské knížectví nebylo na rozdíl od Kyjevského považováno za rodové vlastnictví, nýbrž bylo řízeno osobou velkoknížete. To dávalo nositeli daného titulu reálnou převahu nad ostatními knížaty. Zuřivý boj o něj, často doprovázený podporou tatarského vojska, byla příznačným jevem následujícího století.
Ve 13. století na vladimirském stolci seděla knížata tverská, kostomská, pereslavlská a goroděcká, ve století 14. to byla knížata tverská, moskevská a suzdalská. Po roce 1363 již jen knížata moskevská, která se od roku 1389 stala dědičnými vládci. To fakticky znamenalo spojení Vladimirského knížectví s Moskevským. Posledním knížetem korunovaným ve Vladimiru byl Vasilij I. V roce 1432 byl Vasilij II. Temný byl korunován již v Moskvě  a Vladimir se definitivně stal provinčním městem. Přesto byl ještě dlouhou dobu ve velkoknížecí a carské titulatuře zmiňován tradičně na první místě.